# Faiditus xiphias
Faiditus xiphias là một loài nhện trong họ Theridiidae.
Loài này thuộc chi Faiditus. Faiditus xiphias được Tord Tamerlan Teodor Thorell miêu tả năm 1887.

## Hình ảnh

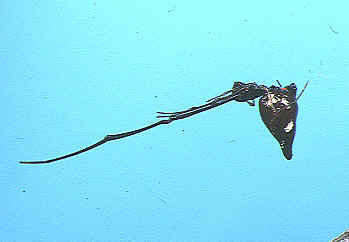
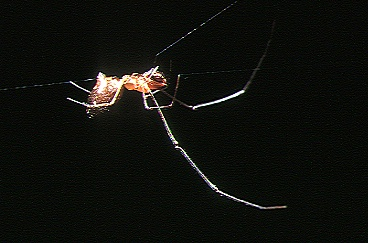
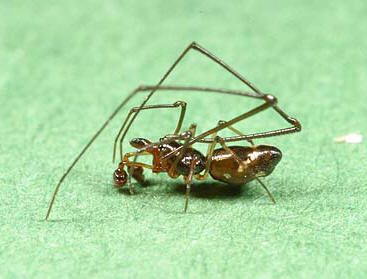